# Pseudohaustorius longimerus
Pseudohaustorius longimerus är en kräftdjursart. Pseudohaustorius longimerus ingår i släktet Pseudohaustorius och familjen Haustoriidae. Inga underarter finns listade i Catalogue of Life.